# Nezvaný host
Nezvaný host je 5. epizoda 10. řady sci-fi seriálu Hvězdná brána.

## Děj epizody
Plukovník Cameron Mitchell se vydává svým černým Mustangem odpočinout si za generálem Landrym na O'Neillovu chatu. Zbytek týmu SG-1 spolu s Valou Mal Doran se k nim má později připojit.
Na planetě P9J-333 dojde k útoku neznámého stvoření, které brutálně roztrhalo několik vesničanů. Vala, plukovník Reynolds, Teal'c, SG-3 a SG-25 to jdou prozkoumat. Stvoření na ně zaútočí, avšak Teal'covi se nakonec podaří stvoření zlikvidovat granátem.
Na další planetě, která vyžadovala tým skrytý pomocí sodanského maskovacího zařízení, se objeví totéž stvoření. Carterová přijde na to, že to způsobuje maskovací zařízení Sodanů. Maskovací zařízení totiž vyzařuje radiaci, která brání tvorům z jiné dimenze projít do naší dimenze. V SGC ale maskovací zařízení upravili a radiaci odstranili. Proto se tito tvorové dostali do naší dimenze. Když se tito paraziti dostanou do nějakého hostitele, způsobí rozsáhlou mutaci DNA.
Mezitím se objeví poblíž O'Neillovy chaty mrtvý lovec. Všichni si myslí, že jej napadl medvěd. Mitchell však objeví, že jej a Landryho sleduje agent Trustu se sodanským maskováním. To způsobilo, že se na Zemi objevili transdimenzionální paraziti.
Skeptický šerif Wade Stokes, který byl Landrym ujištěn, že je všechno v pořádku, je napaden stvořením a odvlečen do lesa. Hon na stvoření přebírá letectvo v zájmu národní bezpečnosti. K večeru se týmům podaří lokalizovat oblast v lese, kde se stvoření nachází. Najednou se před týmem stvoření objeví a zabijí ho. Vzápětí se objeví další stvoření a je také zabito.
Druhý den Teal'c, Vala, Carterová a Mitchell hrají poker v O'Neillově chatě. Carterová připouští, že není hazardním hráčem, ale Teal'c ji vybízí ke hře. Ostatní skládají karty. Teal'c posléze skládá karty také a Carterová má z toho radost. Když to Landry vidí připojí se k hře.